# Danilo Barozzi (fumettista)
Danilo Barozzi (Milano, 1969) è un fumettista italiano.

## Alla Disney
Nel 1992 Barozzi esordisce sul numero 149 del mensile Paperino Mese, con la storia Zio Paperone e il tesoro siderale di Nabuccodonosor, scritta da Rodolfo Cimino; nel 1994 giunge a Topolino, con la storia Topolino e l'insospettabile Bobby, sceneggiata da Roberto Lucarda.
Nel 1998 comincia a collaborare con il mensile Paperinik, disegnando decine di storie del papero mascherato.
Nonostante sia un prolifico disegnatore, Barozzi, stranamente, non si è mai cimentato con le illustrazioni per copertine.

## Vita privata
È padre dell'attore Enea Barozzi.